# داريا مارتن
داريا مارتن (بالإنجليزية: Daria Martin)‏ هي فنانة تشكيلية أمريكية، ولدت في 1973 في سان فرانسيسكو في الولايات المتحدة.